# اتاق در رم
اتاقی در رم (به انگلیسی: Room in Rome) فیلمی اسپانیایی در ژانر اروتیک کمدی-درام محصول سال ۲۰۱۰ است که روابط دو زن جوان به نام‌های آلبا (النا آنایا) و ناتاشا (ناتاشا یاراونکو) را در اتاقی در یک هتل در رم به تصویر می‌کشد. طرح این فیلم تا حدودی بر اساس فیلم en la cama (تخت خواب) پایه‌گذاری شده. این فیلم اولین فیلم انگلیسی زبان کارگردان آن یعنی خولیو مدم است. این فیلم در جشنواره فتوگراماس سیمین برنده بهترین بازیگر زن برای النا آنایا و بهترین بازیگر زن تازه کار برای ناتاشا یاراونکو در جشنواره فیلم توریا در سال پس از اکران فیلم شدند. همچنین در سایر جشنواره‌های کشور اسپانیا مانند گویا اواردز در ۶ بخش نامزد دریافت جایزه گردید.

## داستان
آلبای اسپانیایی و ناتاشای روسی در آخرین شب اقامتشان در رم باهم روبرو می‌شوند. آلبا ناتاشا را به اتاقش در هتل دعوت می‌کند. در طول شب آن‌ها به لمس جسمانی و جنسی هم مشغول می‌شوند. صبح روز بعد هر دو با یک سؤال ناپرسیده مواجه می‌شوند: آیا این تجربه چیزی بیشتر از یک باهم بودن یک شبه بود؟